# Oxana Malaya
Oxana Oleksandrivna Malaya (Оксана Олександрівна Малая) (novembro 1983) foi encontrada aos 8 anos por um vizinho como uma criança selvagem na Ucrânia em 1991, tendo vivido grande parte da sua vida na companhia de cães. Ela adaptou-se a uma série de hábitos de cachorro e assim foi difícil para a mesma aprender a falar. Atualmente ela vive numa clínica em Baraboy, Odessa, para sujeitos com deficiência mental.

## Biografia
Por cinco anos, Oxana Malaya viveu com cachorros e sobreviveu comendo carne crua e restos de comida. Quando ela foi achada ela estava correndo de quatro e latindo.

### A Garota-Cachorro
Ela anda de quatro na grama espessa, arquejando para a água com a língua para fora. Quando ela chega na torneira ela bate com a frente do pé no chão, bebe a água com a boca aberta e deixa a água escorrer sobre sua cabeça.
Até este ponto, você pensaria que a garota está atuando - mas no momento que ela balança a cabeça e pescoço para se livrar das gotas de água, exatamente como um cachorro quando está molhado, você tem um sentimento estranho de que isto é algo além da imitação. Então, ela late.
O som furioso que ela faz não é como um ser humano fingindo ser um cachorro. É uma exata e assustadora explosão de raiva canina e está vindo da boca de uma jovem mulher, vestida com short e camisa.
Isto é uma Oxana de 23 anos revertendo ao comportamento que ela aprendeu quando era uma criança sendo criada por uma matilha de cães em uma fazenda decadente na vila de Novaya Blagoveschenka, na Ucrânia. Quando ela mostrou ao seu namorado o que ela um dia foi e o que ainda podia fazer - os latidos, os ruídos, a corrida de quatro "patas" - ele se assustou e o relacionamento deles acabou.
Oxana é uma criança selvagem, uma de apenas 100 no mundo. A história começa quando ela tinha três anos e seus pais alcoólatras e negligentes deixaram ela de fora uma noite e ela foi até uma barraca onde eles deixavam alguns cachorros.
Ninguém veio cuidar dela ou nem pareciam notar que ela estava sumida, então ela ficou onde tinha calor e comida - carne crua e restos - esquecendo do que era ser humana, perdendo a pouca linguagem que tinha e aprendendo a sobreviver como membra da matilha. "Eu falava com eles, eles latiam, e eu imitava. Esse era o nosso meio de de comunicação." conta Oxana.
Depois de cinco anos, um vizinho reportou uma criança vivendo com animais. Quando ela foi achada, Oxana mal podia falar e corria de quatro latindo, imitando aqueles que cuidaram dela. Se tinha uma coceira atrás da orelha, ela coçava com o pé.
Apesar de ela talvez ter visto humanos à distância, e parece ter entrado ocasionalmente na casa da família como uma vagante, eles não eram mais a sua espécie: toda a sua vida significativa estava contida num canil.

### Descoberta
Julgando pela completa falta de documentos escritos sobre o seu estado físico e psicológico quando foi encontrada, as autoridades não pareciam querer documentar o caso dela - negligência neste estágio era muito vergonhoso para reconhecer - apesar de ser de grande e contínuo interesse para psicólogos que acreditam que crianças selvagens podem ajudar a resolver o debate natureza-educação.
O que se sabe sobre "a Garota-Cachorro" foi passado de ouvido para ouvido, por doutores e cuidadores de pessoas com deficiência. "Ela era como um animal pequeno. Ela andava sobre os quatro membros. Ela comia como um cachorro," ficava mais científico à medida que o tempo passava.
Em 2006, a psicóloga infantil britânica e especialista em crianças selvagens Lyn Fry, foi à Ucrânia com uma equipe do Channel 4 para conhecer Oxana, que vive hoje em uma casa para deficientes mentais.
Cinco anos após um documentário na Discovery Channel sobre ela, eles queriam saber se ela havia integrado na comunidade. Fry estava ansiosa para saber o quão danificada a garota estava - e para testemunhar a reunião com o pai dela.
"Eu esperava alguém muito menos humano," disse Fry, a primeira especialista não-ucraniana a conhecer Oxana. "Eu tinha ouvido histórias de que ela perdia o controle, que ela não cooperava, que ela era socialmente inepta, mas ela fez tudo que eu pedi para ela fazer." 
"A linguagem dela é estranha. Ela fala de maneira direta como se fosse uma ordem. Não há cadência, ritmo ou música na fala dela, nenhuma inflexão ou tom. Mas ela tem senso de humor. Ela gosta de ser o centro das atenções, de fazer as pessoas rirem. Se mostrar é uma habilidade surpreendente quando você considera as origens dela."
"Ela fez uma impressão impressionante em mim. Quando eu fiz um presente para ela com alguns brinquedos de madeira de animais que nós usamos em alguns testes, ela me agradeceu. Superficialmente, você nunca saberia que essa era uma jovem mulher criada por cachorros."
No filme, Oxana parece descoordenada e com modos de garoto. Quando ela anda, você nota o modo de andar pesado dela e os ombros oscilantes, o olhar semi-cerrado intermitente e os dentes meio deformados. Apesar disso, ela é muito bonita.
Como um cachorro com um osso, o seu primeiro instinto é esconder tudo que lhe é dado. Ela tem apenas 152 cm mas quando brinca com os amigos, empurrando, há um palpável ar de ameaça e força bruta.
Depois de uma série de testes cognitivos, Fry concluiu que Oxana tem a capacidade mental de uma criança de seis anos e um baixíssimo limite de tédio (se entedia facilmente). Ela pode contar mas não somar. Ela não lê nem soletra o nome dela corretamente.
Ela tem dificuldades de aprendizado, mas não é autista, como é pensado que as crianças criadas por animais são. Ela tem orgulho do seu grande relógio de punho como os seus vários toques musicais - mas não sabe dizer as horas.
Especialistas concordam que a não ser que uma criança aprenda a falar até os cinco anos, o cérebro fecha a janela de oportunidade de aprender uma língua, uma forte característica de ser humano.
Oxana conseguiu aprender a falar de novo porque ela tinha uma fala infantil antes de ser abandonada. Em uma escola de orfanato, eles ensinaram ela a andar de pé, a comer com as mãos e, crucialmente, a se comunicar como um ser humano.
A definição de criança selvagem é alguém que, desde uma pequena idade, viveu isolada do contato humano, inconsciente do comportamento social humano e sem ser exposta à linguagem.
Por uma intérprete, Oxana disse à Fry que a mãe e o pai "esqueceram completamente de mim." Eles brigavam e gritavam. A mãe batia nela e ela urinaria em terror. Ela diz que ela ainda vai sozinha à floresta quando está chateada. Você tem que supor que voz, de humano ou de animal, ela usa quando chega lá.
Apesar de saber que é socialmente inaceitável latir, ela certamente pode, como as primeiras cenas do documentário Feral Children mostram. Lisa Plasco, produtora executiva, diz: "Ela foi educada longe de todos os aspectos do passado dela. Mas privadamente, eu acho que ela late. O volume do som pode ter sido aumentado no filme, mas ela certamente fez aqueles barulhos."
Foi uma similar demonstração de comportamento canino que assustou o seu recente namorado. "Ser confrontado com o que ela era, disse Fry, o fez largar ela."

### Reencontro com o pai
Oxana parece estar feliz cuidando de vacas na fazenda nada sadia da Baraboy Clinic, fora de Odessa. "Era suja, terrivelmente acabada e primitiva," disse Fry, "mas em termos ucranianos, muito desejável."
As pessoas que cuidam dela são boas pessoas com os melhores interesses em seus cargos, mas não há nenhuma terapia. "Oxana está fazendo as coisas nas quais ela é boa."
Foi lá que a reunião com o pai aconteceu em 2006. Já a mãe, quem Oxana não vê desde a infância, não há sinal. "Nós sabíamos que ela queria muito conhecer ele," disse Plasco, "e nós facilitamos isso, mas não armamos."
Fry estava ansiosa sobre a maneira que o encontro aconteceu: Oxana parada sozinha enquanto o distante pai e a meia-irmã, Nina, quem ela nunca conheceu, vinham lentamente em direção a ela, câmeras acompanhando. Alguns amigos, ansiosos, viam o espetáculo de longe. 
"Eu achei uma boa ideia para eles se encontrarem, mas muito arriscado. Eu sentia que qualquer coisa poderia acontecer. Poderia ter separado eles permanentemente. Era muito tenso. Era preciso ter alguém atrás dela, segurando sua mão."
No filme, eles ficaram sem jeito, separados e demorou muito para alguém falar. Oxana quebrou o silêncio. "Oi," ela disse. "Eu vim," respondeu o pai.
A conversa se desenrola formalmente. "Eu o agradeço por você vir. Eu queria que você me visse tirar o leite das vacas." Nina é quem começa a chorar e Oxana coloca o braço em volta dela.
Oxana teve uma noção romântica de retornar a viver com o pai empobrecido, mas é de se duvidar se isso vai acontecer. Fry acha que ela vai passar um tempo, ver a realidade da vida lá e depois retornar à rotina. 
Será que Oxana é capaz de uma vida além da instituição? Fry duvida. "Ela não tem habilidade social e pessoal. Ela teve namorados mas não consegue formar relacionamentos muito longos ou entender dar-receber. Ela iria preferir acabar do que se comprometer. Ela é uma pessoa muito vulnerável e não há proteção a ela fora da instituição."
A Garota-Cachorro vai continuar a ser objeto de exame científico mas a triste realidade é essa; apesar da melhora da sua terrível história ter percorrido um longo caminho, provavelmente não pode ir muito além.